# Regimentul 3 Vânători (1918-1920)
Regimentul 3 Vânători a fost o mare unitate de infanterie, de nivel tactic, din Armata României, care a participat la acțiunile militare postbelice, din perioada 1918-1920. Regimentul a făcut parte din compunerea de luptă a Brigadei 3 Vânători, comandată de colonelul C. Paulian, împreună cu Regimentul 2 Vânători:pp. 313-314

## Compunerea de luptă
În perioada campaniei din 1919, regimentul a avut următoarea compunere de luptă::pp. 313-314
- Regimentul 26 Infanterie

- Batalionul 1 - comandant: maior I. Găucă

- Compania 1 - comandant: căpitan P. Chiriacescu
- Compania 2 - comandant: căpitan Matei Balan
- Compania 3 - comandant: căpitan Victor Sârbu
- Compania Mitr. - comandant: căpitan V. Paraschivescu

- Batalionul 2 - comandant: maior I. Stoenescu

- Compania 5 - comandant: căpitan Al. Ivănceanu
- Compania 6 - comandant: căpitan P. Vărzaru
- Compania 7 - comandant: căpitan Iacob Budescu
- Compania Mitr. - comandant: locotenent Al. Canariu

### Campania anului 1919
În cadrul acțiunilor militare postbelice,  Regimentul 3 Vânători a participat la acțiunile militare în dispozitivul de luptă al Brigadei 3 Vânători, participând la Operația ofensivă la vest de Tisa. Regimentul 3 Vânători, încoporat în Divizia 2 Vânători intră în luptă odată cu transportarea Diviziei 2 Vânători în Transilvania, acțiune realizată pentru a sprijini ofensiva la vest de Tisa. Marea unitate comandată de generalul de brigadă Gheorghe Dabija s-a concentrat până la 21 decembrie 1918, aproape în întregime, în perimetrul Sibiu—Sebeșul (săsesc) —
Simeria—Petroșani, interzicând continuarea transportului de materiale de război spre Ungaria. Divizia 2 Vânători înainta la începutul anului 1919 pe trei coloane pe văile Mureșului, Crișului Alb și Crișului Negru, având ca obiective Battonya, Mezohegyes (înconjurând Aradul) și Gyula.:pp. 313-314:p. 129; 168

## Comandanți
- Colonel Traian Constantinescu